# 펜잰스
펜잔스는 영국의 도시이다. 잉글랜드 남서부 콘월주에 위치해있다. 영국 본토의 도시 중 가장 서남쪽에 위치한다.

## 기후
난류로 인해 서안 해양성 기후에 속한다. 연교차는 적은 편이며, 여름에도 온도가 크게 올라가지 않는다.

## 지리
동쪽이 바다와 직접 접하고 있다. 북쪽과 서쪽 역시 언덕을 경계로 바다와 접하고 있다.